# Acumuladores Compulsivos (série de televisão)
Hoarders (no Brasil, Acumuladores Compulsivos) é um reality show norte-americano que estreou no A&E. O reality retrata as lutas da vida real e o tratamento de pessoas que sofrem de acumulação compulsiva. A série estreou em 17 de agosto de 2009 e concluiu sua versão original em 4 de fevereiro de 2013, após seis temporadas.
Mais de um ano após o cancelamento original do programa em 2013, o canal Lifetime começou a exibir em 2 de junho de 2014, a série "Where Are They Now?" semanalmente, isso levou à produção de uma sétima temporada, Hoarders: Family Secrets, que foi exibida pela Lifetime de 28 de maio de 2015 a 30 de julho de 2015.
O programa voltou a ser apresentado pelo A&E em sua oitava temporada, que estreou em 3 de janeiro de 2016. Uma segunda parte da oitava temporada estreou em 21 de agosto de 2016, sob o título: Hoarders: Then and Now. Cada transmissão apresenta um episódio de temporadas anteriores, terminando com uma visita atual a um dos seus acervos por terapeuta ou organizador que trabalhou com o acumulador. Entrevistas com o avaliador e sua família revelam como suas vidas progrediram desde a sua primeira aparição no reality.
A nona temporada estreou em 19 de dezembro de 2016. Alguns episódios durante esta temporada, sob o título de Hoarders: Overload, apresentam versões estendidas de episódios das temporadas anteriores, que incluem imagens anteriormente não exibidas e atualizações sobre o tema.

## Elenco
Houve uma série de terapeutas e organizadores profissionais que contribuíram para o reality. Os membros do elenco recorrentes são os seguintes:

### Terapeutas
- Robin Zasio, Psy.D.
- Suzanne Chabaud, Ph.D.
- Melva Green, MD, MBA, MBH
- Michael Tomkins, Ph.D., ABPP
- David Tolin, Ph.D.
- Mark Pfeffer, LMFT

### Organizadores
- Geralin Thomas - Organizador Profissional Certificado
- Dorothy Brenninger - Organizadora profissional certificada
- Matt Paxton - Especialista em limpeza extrema
- Cory Chalmers - Especialista em limpeza extrema
- Standolyn Robertson - Especialista em limpeza extrema
- Dr. Darnita L. Payden, Especialista em Gestão da Vida